# Antifa-Schule
Antifa-Schule war eine Kurzbezeichnung für die  Antifaschistischen Frontschulen, die im Zweiten Weltkrieg auf Initiative der Komintern für deutsche Kriegsgefangene in der Sowjetunion eingerichtet wurden.

## Geschichte
Die erste Antifa-Schule wurde im Mai 1942 in Oranki gegründet und Anfang 1943 an das Kriegsgefangenenlager von Krasnogorsk nahe Moskau verlegt. Eine weitere Schule nahm im Juni 1943 ihren Betrieb im Kriegsgefangenenlager Juscha auf, das ca. 120 Kilometer nordwestlich der Stadt Gorki, dem heutigen Nischni Nowgorod, lag. In der Literatur wird sie oft als Antifa-Schule „Taliza“ bezeichnet, weil sie in einem Außenlager im Dorf Talizy (russisch Талицы) untergebracht war. Dieses Taliza ist nicht mit der Stadt Taliza in der Oblast Swerdlowsk im Ural zu verwechseln.
Als eines der wichtigsten Ausbildungsziele nannte Walter Ulbricht: „Der Aufenthalt im Lager muss zu einer Schule für den deutschen Soldaten werden, damit möglichst viele als antifaschistische Kämpfer nach Deutschland zurückkehren.“
Nach der Auflösung der Komintern übernahm das Institut Nr. 99, das heimliche Führungsorgan des im Juli 1943 gegründeten Nationalkomitees Freies Deutschland, die Leitung der Schulen. Beide Schulen arbeiteten bis 1949 bzw. 1950. Bis 1946 absolvierten mehr als 8000 Kriegsgefangene aus Deutschland und Österreich und der vormaligen Verbündeten Rumänien und Ungarn die Lehrgänge von jeweils drei bis vier Monaten. Als Dozenten waren vorrangig kommunistische Emigranten oder Überläufer, später auch Absolventen der Antifa-Schulen eingesetzt. Während zunächst im Hinblick auf eine antifaschistisch-demokratische Zukunft Deutschlands und der anderen Länder orientiert wurde, stand ab 1945 deren marxistisch-leninistische Entwicklung im Vordergrund.
Später wurden auch andere Frontschulen ebenso wie die SMAD-Schulen für Mitarbeiter der kommunalen und Landesverwaltungen in der Sowjetischen Besatzungszone, so die in Rüdersdorf bei Berlin, als Antifa-Schulen bezeichnet.
Die Absolventen der Antifa-Schulen nahmen später in der DDR oftmals wichtige Funktionen wahr, während ihnen in der BRD und in Österreich mit starkem Misstrauen begegnet wurde.

## Bekannte Absolventen der Antifa-Schulen
- Wilhelm Adam (1893–1978), Politiker, Oberst der Wehrmacht, Generalmajor der Nationalen Volksarmee
- Willi Agatz (1904–1957), Politiker, Widerstandskämpfer
- Bernhard Bechler (1911–2002), Politiker, Offizier der Wehrmacht und der Nationalen Volksarmee
- Hans Beyer (1905–1971), Chemiker
- Gerhard Briksa (* 1924), Politiker
- Reinhard Brühl (1924–2018), Militärhistoriker
- Siegfried Dallmann (1915–1994), Politiker
- Heinrich von Einsiedel (1921–2007), Politiker, Autor
- Wilhelm Feldmann (1910–1994), Offizier, Politiker
- Rudolf Fey (1914–1999), Offizier der Wehrmacht, dann Widerstand, Politiker
- Jean Kurt Forest (1909–1975), Komponist, Musiker
- Franz Fühmann (1922–1984), Schriftsteller
- Herta Geffke (1893–1974), Politikerin, Widerstandskämpferin, Frauenrechte
- Felix-Heinrich Gentzen (1914–1969), Historiker
- Kurt Gossweiler (1917–2017), Historiker
- Paul Hentschel (1913–1959), Politiker
- Joachim Hoffmann (1922–2002), Gewerkschaftsfunktionär
- Heinrich Homann (1911–1994), Offizier, Politiker
- Heinz Keßler (1920–2017), General, Politiker
- Bernt von Kügelgen (1914–2002), Journalist
- Wilhelm Kunze (1894–1960), Generalmajor
- Arno von Lenski (1925–1986), Offizier, General der Nationalen Volksarmee, Parteifunktionär
- Horst Meier (1925–2016), Agent, bildender Künstler
- Hans Modrow (1928–2023), Politiker
- Vincenz Müller (1894–1961), Generalleutnant der Wehrmacht und der Nationalen Volksarmee
- Friedrich Pfaffenbach (1921–2008), Parteifunktionär
- Waldemar Pilz (1922–2004), Parteifunktionär
- Hans Reichelt (1925–2025), Politiker
- Hermann Rentzsch (1913–1978), Generalmajor, Politiker
- Berthold Rose (1904–1965), Politiker
- Wolfgang Rösser (1914–2007), Parteifunktionär, Politiker
- Otto Rühle (1914–1969), Politiker
- Hermann-Ernst Schauer (1923–2011), Partisanenkämpfer, Fallschirm-Agent
- Hans Schnitzler (1913–1950), Parteifunktionär, Politiker
- Alfred Scholz (1921–1978), Geheimdienstler, Politiker
- Wilhelm Schröder (1913–1967), Parteifunktionär, Politiker
- Wolfgang Seiffert (1926–2009), Jurist
- Albert Stief (1920–1998), Politiker
- Andrew Thorndike (1909–1979), Regisseur, Drehbuchautor
- Ferdinand (Graf von) Thun (1921–2022), Diplomat
- Fritz Wilhelm Liebscher (1914–2009), Wirtschaftswissenschaftler
- Gerhard Weiss (1919–1986), Politiker
- Herbert Ziegenhahn (1921–1993), Parteifunktionär